# Квакеры
Ква́керы (англ. Quakers, буквально «трепещущие»; более фонетически правильная транскрипция с современного английского — квейкеры), официальное самоназвание Религио́зное о́бщество Друзе́й (англ. Religious Society of Friends) — изначально протестантское христианское движение, возникшее в годы Английской революции (середина XVII века) в Англии и Уэльсе. Датой возникновения квакерства обычно считают 1652 год (иногда — 1648 год, когда Джордж Фокс впервые выступил с проповедью).
Религиозное общество Друзей представляет собой объединение независимых религиозных организаций, чьи вера и практика могут существенно отличаться друг от друга. На сегодняшний день богословские взгляды собраний и отдельных членов колеблются в широком диапазоне от евангелизма и либерального протестантизма до различных форм универсализма и нетеизма.
Число последователей квакерства в мире, согласно данным на 2012 год, составляет около 377 000 человек. Наибольшие по численности группы квакеров сосредоточены в Северной Америке (преимущественно в США), Африке (в Кении), Европе (в Великобритании), Боливии и Гватемале.
Форма проведения собраний также различается для различных групп Друзей: некоторые практикуют лишь традиционную молчаливую молитву без пасторов и подготовленной заранее программы, другие в той или иной степени прибегают к проповедям, чтению и песнопениям.

## Происхождение названия
Первоначальное название — «Христианское общество друзей внутреннего света». С начала 1660-х годов самоназвание участников движения постепенно меняется на quakers (квэйкерс) — «трепещущие». Название «квакеры», использовавшееся сначала противниками этого течения как оскорбительное прозвище, имеет несколько версий происхождения. Наиболее вероятна версия, согласно которой основатель данного направления — Джордж Фокс — на заседании суда призвал судью «трепетать перед именем Бога», за что тот назвал Фокса «трепетуном» (англ. quaker). Другая версия приписывает ранним квакерам утверждения по поводу «духовного трепета» от постоянного ощущения присутствия живого Бога.

## История Общества Друзей
Формирование теологии квакеров проходило под влиянием различных течений в богословской и общественной мысли Европы XVI—XVII вв., которые можно разделить географически:
- континентальное влияние, представленное идеями М. Лютера, Ж. Кальвина, народных движений, фамилистов, анабаптистов, меннонитов, идеями немецких мистиков (Я. Бёме, М. Экхарта, К. Швенкфельда), а также движениями пиетизма и квиетизма;
- собственно английское, представленное англиканской и пуританской (в лице пресвитериан) религиозными системами, а также воззрениями искателей (seekers), лоллардов, баптистов, рантеров, магглтониан, филадельфийцев, людей пятой монархии и др.

Основание квакерской общины приписывается исследователями Джорджу Фоксу (1624—1691), сыну ткача из Лестершира. Он обучался сапожному ремеслу, но школьного систематического образования ему получить не удалось. В восемнадцать лет Фокс ушёл из дома и торговал одно время шерстью. В 1646 или 1647 г. он объявил, что обрёл опору во «внутреннем свете живого Христа» и начал проповедовать учение о «внутреннем свете», настаивая на том, что истину следует искать прежде всего не в «Священном Писании» или «Символе веры», а в голосе Божьем, обращённом к душе человека. Фокс провозглашал всеобщее священство верующих, призывал к отказу от видимых таинств и посещения церкви. В 1652—1653 гг. возникла группа последователей Фокса, именовавших себя «Друзьями Истины», «Друзьями Бога», «Детьми Света».
В истории квакеров XVII века советский историк Т. А. Павлова выделяет три этапа:
- «революционный» (1648—1661);
- время гонений эпохи Реставрации и пассивного сопротивления Друзей властям (1661—1689);
- «конформистский» (после 1689).

Первый этап характеризуется активной деятельностью квакерских проповедников при отсутствии четкой организационной структуры движения. Первые сподвижники Фокса, такие как Эдвард Берроу, Уильям Дьюсбери, Мэри Фишер, Джеймс Нейлер, Джон и Томас Лоусоны, Фрэнсис Хоуджилл, Маргарет Фелл, Джон и Джордж Уайтхеды и многие другие, организовали группу путешествующих проповедников и стали известны в квакерской среде как «Отважные шестьдесят» (Valiant Sixty) или «Первые глашатаи Истины» (First Publishers of Truth). Они ездили с миссионерской целью по всей Британии, Ирландии, в континентальную Европу, колонии Северной Америки и Турцию. Благодаря их деятельности движение квакеров распространилось в Ирландии, Шотландии и Уэльсе. Первыми миссионерами в Новом Свете были Мэри Фишер и Энн Остин, которые прибыли в Массачусетс в 1656 г. В своих многочисленных памфлетах, трактатах, письмах, посланиях и дневниках, а также устных проповедях, выступлениях и диспутах, квакеры подвергали острой критике устои наиболее влиятельных религиозных систем, сложившихся к тому времени в Англии: католической, англиканской и пуританской в лице пресвитериан. За антиправительственные и антицерковные взгляды они претерпевали преследования от властей как реальные возмутители общественного спокойствия и нрава. Некоторые из последователей Фокса подверглись смертной казни за свои убеждения (в североамериканских колониях в 1659 г. были повешены У. Робинсон и М. Стефенсон, в 1660 — Мэри Дайер). Сам Фокс сидел в тюрьме восемь раз.
В вопросе о социальном составе первых квакеров существуют разногласия среди историков: некоторые из них полагают, что ранними последователями учения Фокса были в большинстве представители мелкой и средней городской и сельской буржуазии и мелкопоместного дворянства — джентри, другие же, напротив, считают, что основу «Общества Друзей» составляли торговцы, ремесленники, наёмные рабочие и крестьяне. Также исследователи (например, Барри Рей, Кристофер Хилл, Герман Вейнгартен) выражают сомнения относительно главенствующей роли Фокса в вопросе возникновения и становления раннего квакерства. Так, Барри Рей пишет, что «рождение квакерского движения представляло не столько собрание воодушевлённых прозелитов у ног харизматичного пророка, сколько объединение прогрессивно мыслящих протестантских сепаратистов в некое подобие церковного содружества с сонаправленной идеологией и развивающимся моральным кодексом».
Во второй и третий периоды ранней квакерской истории, отмечает Т. А. Павлова, происходит «обуржуазивание, её организационное оформление; разрабатывается теологическая доктрина». Гонения на «Общество Друзей» не ослабели после реставрации монархии в 1660 г. Так как приверженцы различных религиозных движений (как правило, радикального направления) присоединялись к квакерам, «друзья истины» рассматривались властями в качестве сборища всех сектантов и заговорщиков против правительства Оливера Кромвеля, а после реставрации — против Стюартов. Как полагают некоторые историки, прежде всего против квакеров было направлено восстановление «Акта о единообразии» в 1662 г. В том же году был принят «Акт о квакерах», который поставил вне закона тех, кто отказывался приносить клятву верности, и запрещал проводить религиозные собрания вне государственной церкви. «Акт о корпорациях» (1661), «Акт о молельных собраниях» (1663), «Акт о пяти милях» (1665), а также многие другие постановления властей значительно усложняли становление и развитие этого протестантского направления.
В свою очередь, квакерам пришлось направить усилия на идеологическое обоснование своих пацифистских убеждений и лояльности существующей власти, в связи с чем в 1660 г. Карлу II была представлена «Декларация мира», а также началась работа над теологическим оформлением догматики. Несмотря на доктринальную близость радикальным течениям, квакеры отграничивают себя от рантеров из-за их нравственного либертинизма, от хилиастически настроенных «людей пятого царства», ожидавших пришествия Христа в 1666 году, а также от социально-революционных течений левеллеров и диггеров. Исследователи отмечают, что квакерство становится «мирным» движением только после 1660 г.
Ближайшими сотрудниками Фокса становятся шотландский аристократ Роберт Баркли (1648—1690) и Уильям Пенн (1644—1718), взявший на себя руководство практическими делами общины. В 1681 г. в уплату за долг Пенн получил от короля Карла II землю в североамериканских колониях, названную в честь отца Уильяма (англ. Pennsylvania — «лесная страна Пенна»), для которой составил конституцию, устанавливающую большую для того времени гражданскую и религиозную свободу. Провозглашённая терпимость привлекала в это поселение не только квакеров, но и также эмигрантов из разных мест. С индейцами Пенн заключил в 1681 г. договор о дружбе. Так начался «священный эксперимент» (Holy Experiment), который длился фактически до середины XVIII века, когда квакеры полностью потеряли бразды правления в ставшей провинцией колонии. Сам Фокс ездил проповедовать в Ирландию, Голландию, Германию и Северную Америку (в 1672—1673 гг.), где он посетил, главным образом, Мэриленд и Род-Айленд и основал новые группы квакеров.
Со временем революционный дух ранних годов постепенно сменился в квакерском движении по обе стороны океана на стремление к отходу от активной деятельности, минимизации внешних контактов, что привело к своего рода замкнутости «Общества Друзей», длившейся до начала XIX столетия (период «квиетизма»).
XVIII век в истории североамериканских квакеров отмечен деятельностью борца за отмену рабства Джона Вулмана, чей «Дневник» до сих пор является одной из значимых вех в истории квакерской литературы.
В XIX веке в среде американских квакеров произошёл ряд расколов. В 1827 г. в «Обществе Друзей» под влиянием тенденции к либерализации и секуляризации выделилось более либеральное направление во главе с Элиасом Хиксом в противовес ортодоксальному течению. В 1845 и 1854 гг. ортодоксальное направление под воздействием ревайвелистского движения разделилось на евангелическое во главе с Джозефом Герни (обозначаемое также как «христоцентрическое»), позднее принявшее «Ричмондскую Декларацию Веры» (1887), и консервативное, самым известным представителем которого являлся Джон Вилбур.
В период с 1875 по 1900 год евангельские («гернитские») собрания почти полностью перешли на пасторскую форму богослужения.
В 1900 г. либеральные собрания квакеров объединились в Северной Америке в организацию, названную Всеобщая конференция Друзей (Friends General Conference) с центром в Филадельфии, шт. Пенсильвания.
Евангельские собрания в 1902 г. образовали Пятилетнее Собрание (Five Years Meeting), разделившееся в 1966 г. на Объединённое собрание Друзей (Friends United Meeting) с центром в г. Ричмонд, шт. Индиана и Альянс евангельских Друзей (Evangelical Friends Alliance), ныне Международная евангелическая церковь Друзей (Evangelical Friends Church, International).
Число консервативных («вилбуритских») собраний квакеров было и остаётся невелико.
Британское Годовое собрание квакеров, а также почти все квакерские собрания в Европе относятся к либеральному направлению.
В 1937 г. был создан Всемирный консультативный комитет Друзей (ВККД), имеющий консультативную и координирующую функции и осуществляющий взаимодействие между различными квакерскими организациями. Его офис находится в Лондоне.
В 1947 г. две квакерские организации — Американский комитет Друзей на службе обществу и британский Совет Друзей на службе обществу — награждены Нобелевской премией мира.
В 1979 г. для продвижения ценностей Общества Друзей в европейском контексте основан Квакерский совет по европейским делам (QCEA). Его офис расположен в Брюсселе. Организация взаимодействует с членами Европейского парламента и принимает участие в деятельности Совета Европы.

## В России
Пётр I познакомился с английскими квакерами в 1697 году. Они старались обратить его внимание на условия, в которых находились крепостные, обращали его внимание на необходимость открытия школ для простых людей.
По просьбе Александра I в Санкт-Петербург приехал квакер Даниэль Уилер с семьёй. Он занимался осушением болот вокруг города.
Трое английских квакеров в 1854 году посетили Россию и нанесли визит Николаю I, пытаясь своей миссией предотвратить Крымскую войну.
В начале XX века квакеры из Великобритании и США работали с беженцами, жертвами Первой мировой войны, голодающими в Поволжье (Бузулук). Квакеры открывали пункты питания, больницы, детские дома, школы, кустарные мастерские.
В Москве в 1921—1931 годах существовал квакерский офис, который в сталинские времена был закрыт последним из зарубежных религиозных представительств.
Московское месячное собрание Друзей (квакеров) получило свой официальный статус в 1995 году. В 2012 году оно насчитывало порядка 15 официальных членов. Обычно молитвенные собрания немногочисленны (6—12 человек).
На территории России отдельные квакеры проживают в Казани, Барнауле, Санкт-Петербурге.
На территории бывшего СССР квакерские группы есть в Грузии, Латвии, Эстонии. Все они относятся к либеральному направлению, то есть не имеют пасторов.

## Вероучение
Исторически в основе теологии квакеров лежит доктрина о внутреннем непосредственном откровении Святого Духа, авторитет которого выше «Священного Писания», поскольку, согласно Р. Баркли, Писание является «декларацией источника, а не самим источником». Человек способен воспринимать откровение благодаря тому, что в каждом есть «Внутренний Свет» — часть божественной природы, заложенная в человеке и являющаяся частью человеческой природы. Концепция «Внутреннего Света» стала центральной в вероучении квакеров. Понятие «Света» является синонимом следующих понятий: «Семя» (Seed), «Искра» (Spark), «Благодать» (Grace), «Дух Христа» (Spirit of Christ), «то, что от Бога в каждом» (that of God in everyone), «Внутренний Христос» (Christ Within). Современный квакерский американский теолог Уилмер Купер пишет, что «Друзья никогда не были точными насчёт значения […] и часто использовали схожие термины взаимозаменяемо».
Несмотря на существенные внешние различия и отсутствие определённого символа веры, все квакеры разделяют определённые убеждения, в основе которых лежит вера в существование в каждом человеке некой сущности (для её обозначения используются различные термины: Свет, Дух Божий, внутренний Христос и другие), в подчинении воле которой состоит истинная жизнь и через которую возможно непосредственное общение с Богом.
По представлениям квакеров, взаимоотношения человека со Светом невозможно точно передать словами, поэтому квакеры основное значение придают личному религиозному опыту и тому образу жизни, которого требует Свет.
Совокупность представлений о такой жизни формулируется квакерами в виде четырёх основных принципов или «свидетельств»:
- Равенство всех людей перед Богом: все люди независимо от каких-либо внешних различий, пола, расы, национальности, религиозной принадлежности, социального статуса и так далее равны перед Богом. Отсюда следует категорическое неприятие квакерами любых форм угнетения и дискриминации одних людей другими, проявившееся в равноправии между мужчинами и женщинами, борьбе против рабовладения, игнорировании привилегий.
- Честность: квакеры считают необходимым всегда говорить правду, также отвергают любую клятву или присягу.
- Простота: стремление довольствоваться только необходимыми для жизни благами, избегать роскоши и излишеств.
- Мир: неприятие насилия, в частности пацифизм или антимилитаризм, вплоть до отказа от военной службы.

Квакеры не признают крещение и причастие.
Среди квакеров присутствуют как консервативные, так и либеральные точки зрения на гомосексуальность. Например, Объединённое собрание Друзей и Международная евангелическая церковь Друзей считают, что сексуальные отношения допустимы только в браке, который они определяют как союз между мужчиной и женщиной. Тем не менее Всеобщая конференция Друзей (Friends General Conference) и Британское Годовое Собрание одобряют однополые браки.

## Структура Общества Друзей
Квакеры имеют конгрегациональную форму церковной организации: каждая община независима от другой. Структура квакерских организаций следующая:
- молитвенная группа (worship group);
- подготовительное собрание (preparatory meeting);
- территориальное или месячное собрание (area or monthly meeting);
- годовое собрание (yearly meeting).

Для решения организационных вопросов каждое собрание проводит деловые собрания (meeting for business).

До недавнего времени раз в три года Всемирный консультативный комитет Друзей (ВККД) проводил Триеннале (Triennial) — деловое собрание для решения административных вопросов, на которое собирались представители квакерских собраний со всего мира. Одной из целей Триеннале было заявлено «общение и обмен опытом между представителями различных квакерских течений». В данное время эта практика пересмотрена. Последняя всемирная встреча (International Representatives Meeting) была проведена в январе 2016 года в Перу.

## Молитвенное собрание
В разных квакерских традициях молитвенные собрания (meetings for worship) проходят по-разному. Для либеральных и консервативных квакеров характерны непасторские или «непрограммированные» (unprogrammed) формы молитвенных собраний. Для евангельских квакеров — пасторские или «программированные» (programmed). Обычно богослужения проходят по воскресеньям и длятся около часа.
Основой непасторского молитвенного собрания является «ожидание озарения в молчании». Квакер, почувствовавший внутренний призыв выступить с проповедью, как правило, встаёт и произносит короткую речь, которая воспринимается собранием как одна из истин, открываемых свыше. Иногда собрания могут проходить в полном молчании. Подобная форма богослужения может внешне чем-то напоминать медитацию.
Пасторские собрания евангельских квакеров скорее похожи на богослужения христиан-протестантов. Они обычно проводятся пастором и могут включать чтение проповеди, отрывков из Библии, исполнение песен, гимнов. Также то или иное время отводится «молчаливому ожиданию».
В квакерской практике встречаются следующие типы молитвенных собраний:
1. непасторское/непрограммированное:
  - молчаливая молитва (silent worship);
  - деловое собрание (meeting for business);
2. пасторское/программированное:
  - частично программированное (partly programmed worship);
  - полностью программированное (fully programmed worship);
3. общение в духе молитвы (worship sharing) — предполагаются высказывания в основном на специально избранную тему; участники высказываются по очереди, между высказываниями делаются короткие паузы. Данный тип используется, например, на собраниях, где нужно принять решение по определённому вопросу, на «собраниях для прояснения» (играет роль своего рода исповеди), различных духовных беседах и т. д.